# Dieschitz

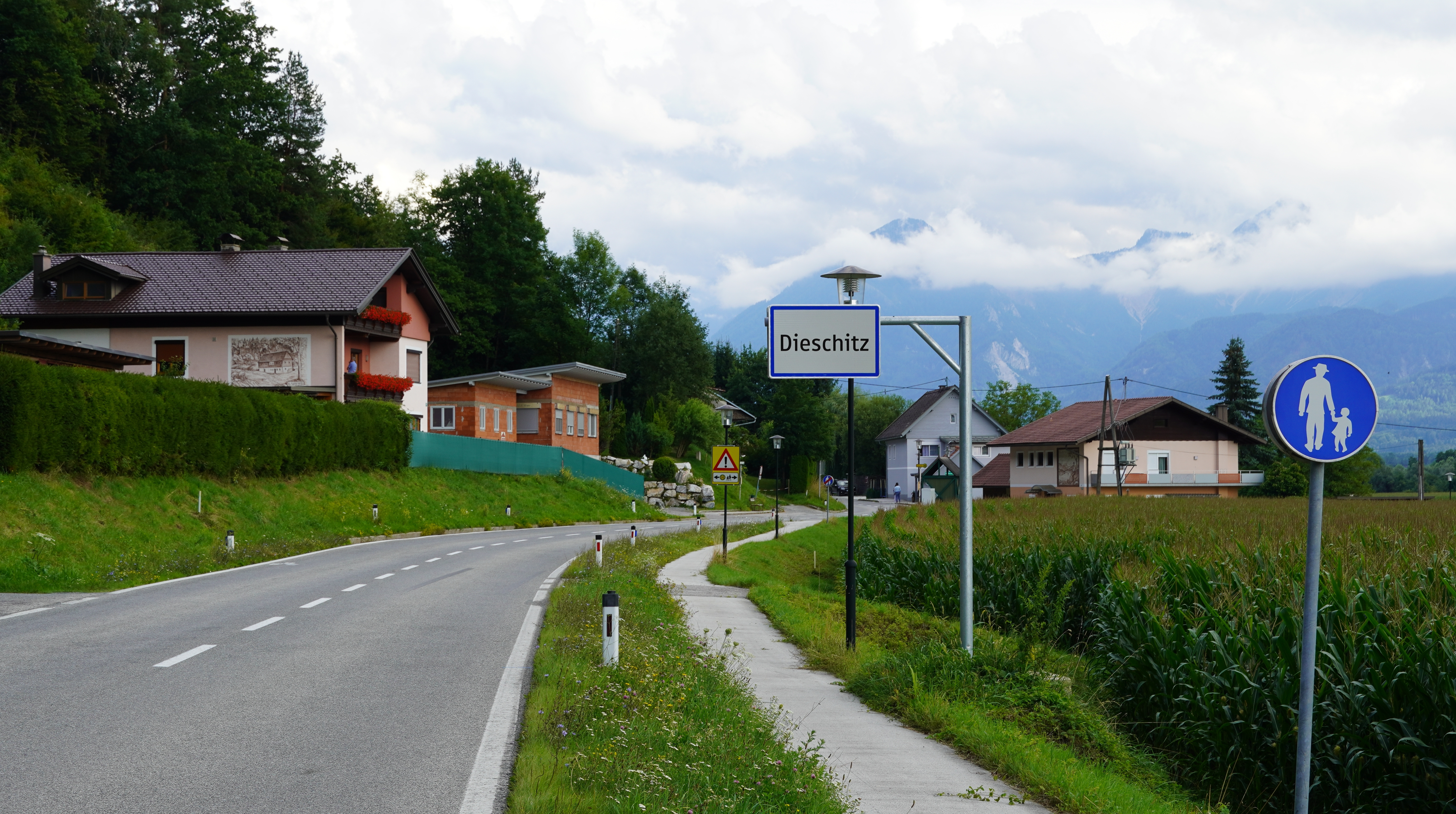
Dieschitz, Ortseinfahrt an der L99 Straße

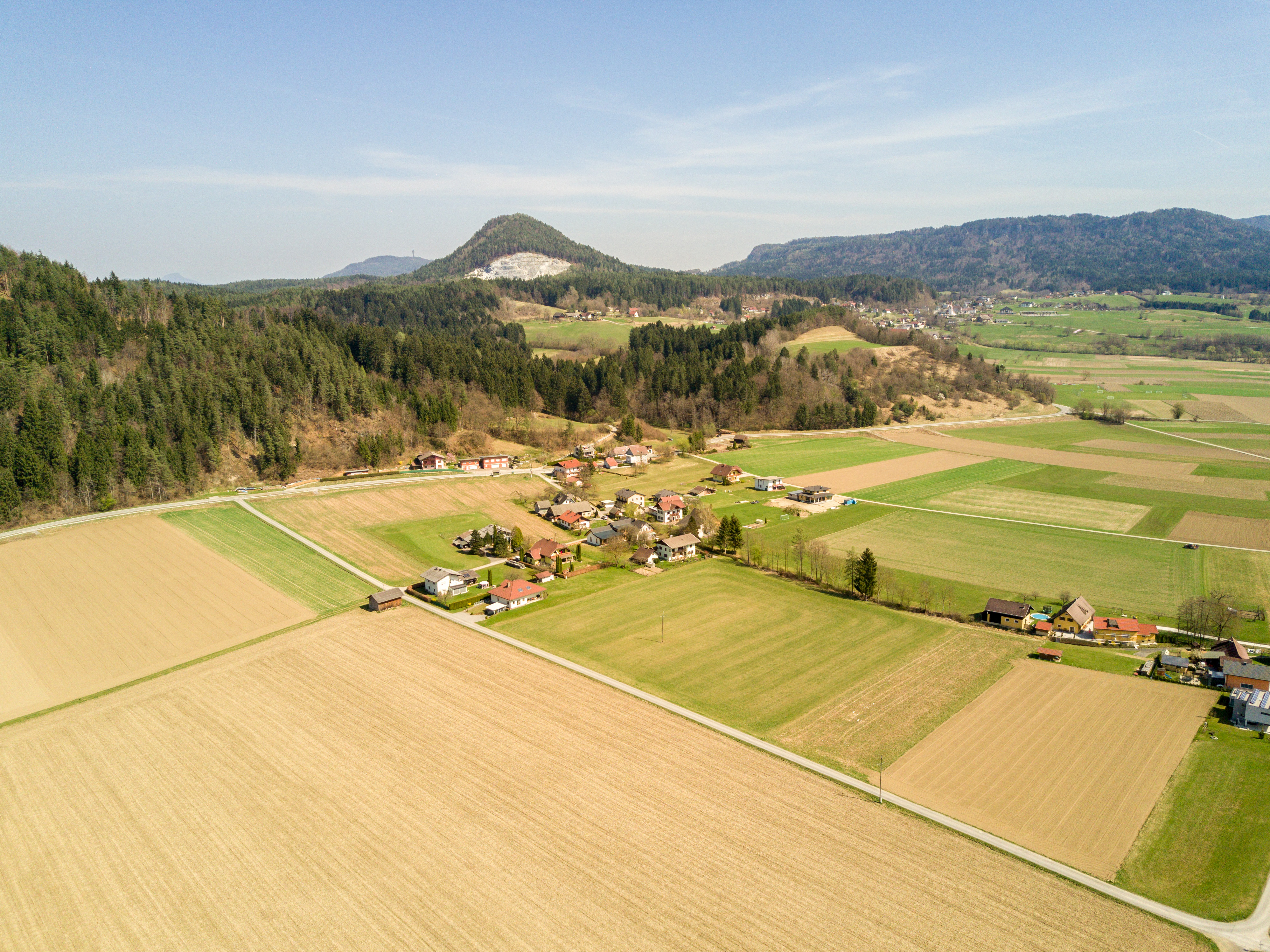
Oberer Ortsteil von Dieschitz

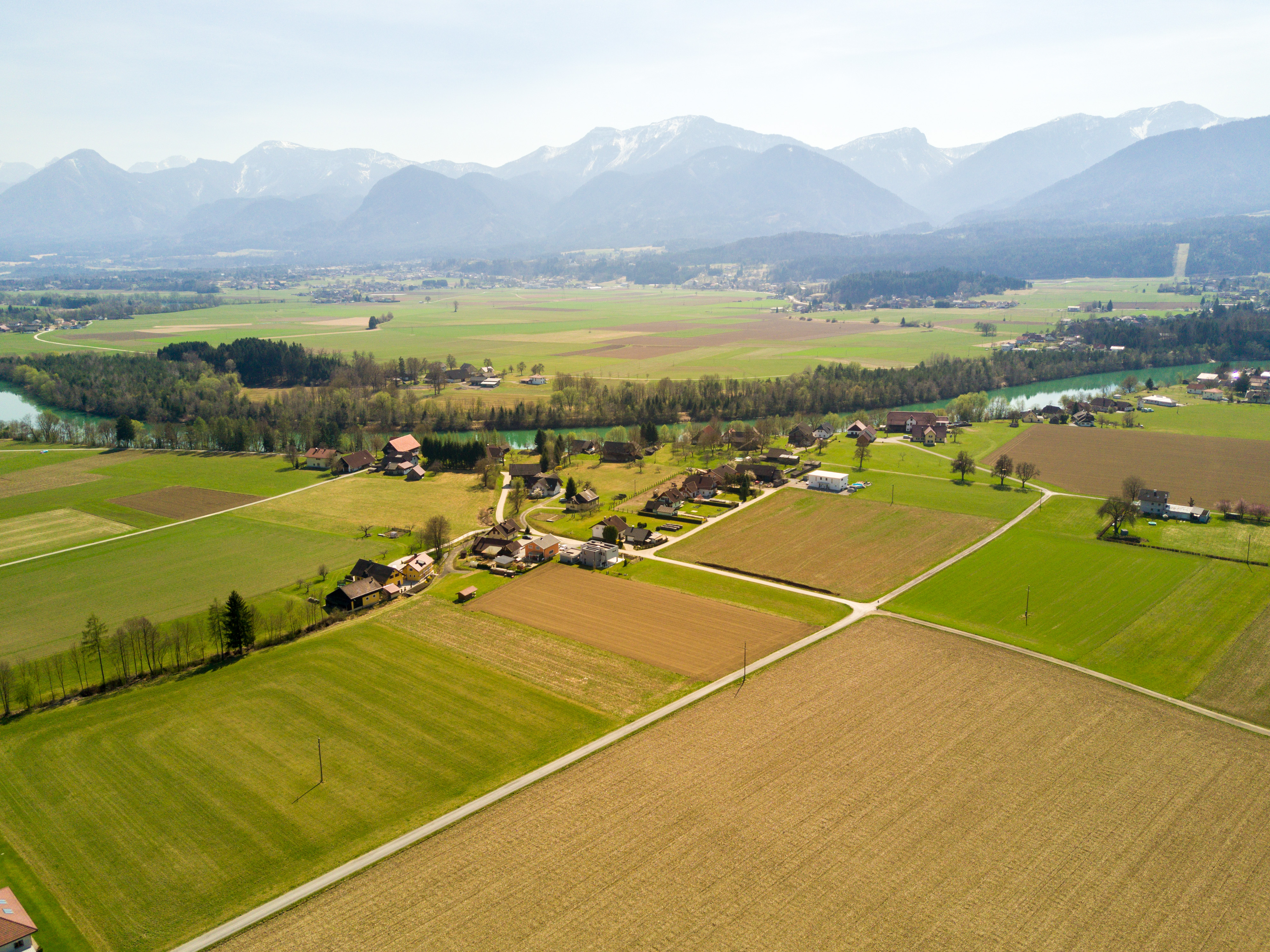
Unterer Ortsteil von Dieschitz

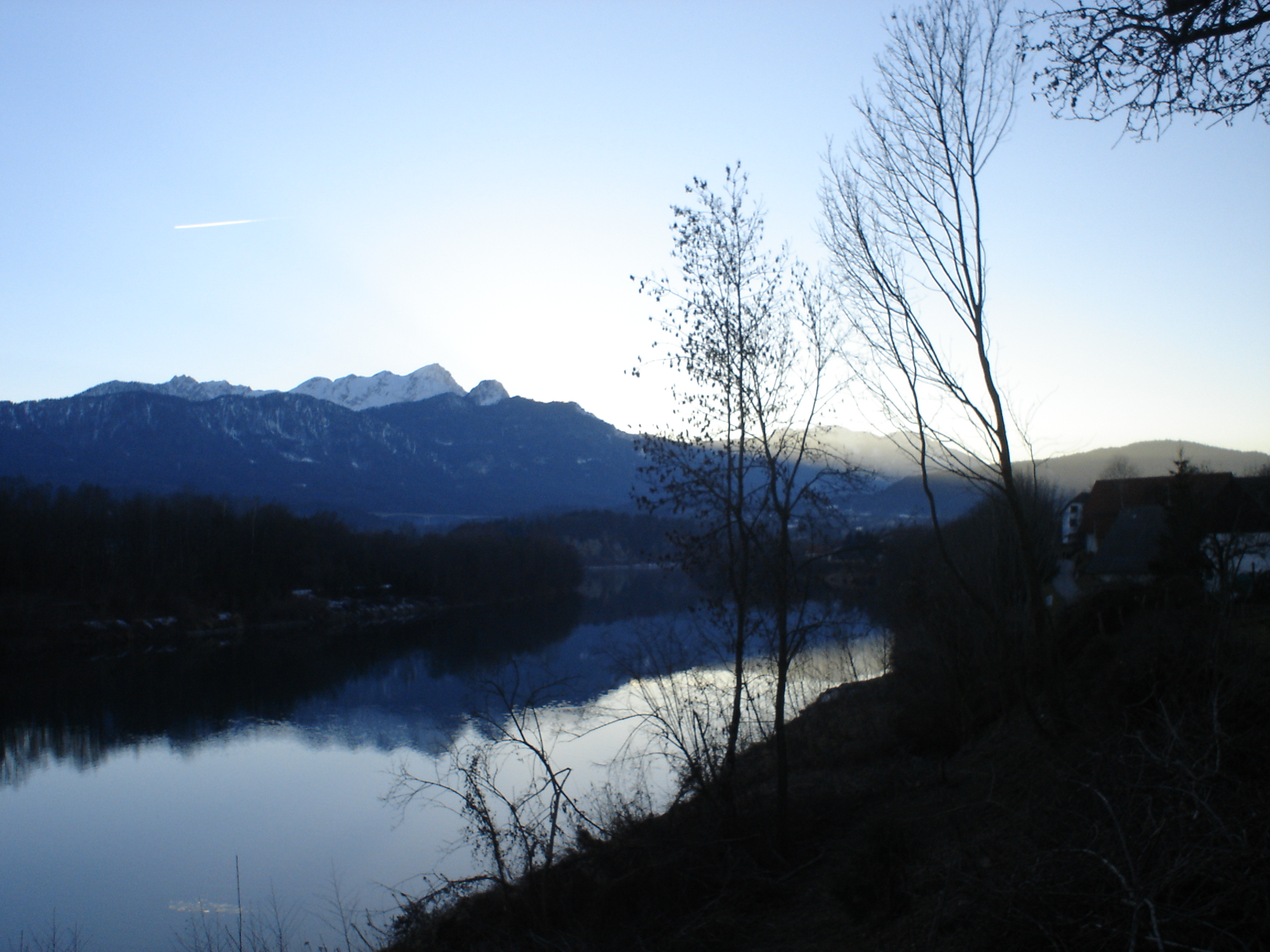
Die Drau bei Dieschitz

Dieschitz (slowenisch: Deščice) ist eine Ortschaft in der Marktgemeinde Velden am Wörthersee im Bezirk Villach-Land in Österreich.

## Geographie und Toponymie
Dieschitz liegt circa 4 km südlich von Velden (Vrba) und besteht aus zwei Ortsteilen: Unterdieschitz = Dieschitz im engeren Sinne (Deščice) sowie Oberdieschitz (Močile). Einige Einwohner leiten den Namen von den in früheren Zeiten gebräuchlichen mit Schindeln gedeckten Häusern ab (Deščice bedeutet „kleine Bretter“). Glaubwürdiger ist jedoch die Ableitung Heinz-Dieter Pohls von einem Eigennamen, da mit Schindeln gedeckte Dächer bis vor 100 Jahren der Standard auf dem Lande waren und keinen Anlass für die Benennung eines Ortes gegeben hätten. Močile bedeutet „feuchter Ort“ (vergleiche auch Mötschlach bei Irschen und Oberaich sowie Matschiedl bei Sankt Stefan im Gailtal), einleuchtend, denn Oberdieschitz liegt am Fuße des Otuchowa-Hügels, aus dem bei Regenwetter Wasser sickert.
Beide Ortsteile sind an den Kreuzungspunkten von Wegen mit dem in die Drau mündenden Dieschitzer Bach entstanden: Oberdieschitz an der Straße von St. Egyden nach Latschach und Velden, Unterdieschitz am Weg von St. Egyden nach Pulpitsch.
Durch das Gesetz über die Neuordnung der Gemeindestruktur in Kärnten wurde die Gemeinde Augsdorf (Loga vas) und damit auch Dieschitz im Jahr 1972 an die Marktgemeinde Velden am Wörthersee angeschlossen.

## Bevölkerung
Nach der Registerzählung vom 1. Jänner 2025 hat Dieschitz 104 Einwohner. Volkszählungen ergaben folgende Prozentsätze an Einwohnern mit slowenischer Umgangssprache:
1951: 79,0 %
1961: 53,1 %
1971: 39,3 %
1981: 16,8 %
1991: 26,2 %
2001: 15,4 %
Siehe auch: Kärntner Slowenen

## Wirtschaft
Dieschitz besitzt keine bedeutsamen Unternehmen. Die Gemischtwarenhandlung schloss um 1970, die Tischlerei etwa 1995. Eine Gaststätte und eine Ziegelei existierten im Zusammenhang mit dem größten Bauernhof („Hofovc“) bis in die 1950er Jahre. Die Bevölkerung, bis in die 1970er Jahre noch zum Großteil agrarisch, pendelt nach Klagenfurt am Wörthersee und Villach aus, nur ein kleiner Teil findet noch Beschäftigung in St. Egyden, Schiefling am Wörthersee und Velden.

Eine von Velden unabhängige Wassergenossenschaft gewährleistet die Trinkwasserversorgung von Dieschitz und Pulpitschs.

## Persönlichkeiten
- Franz Richau, Mitglied des Bundesrates, Mitglied des Volksgruppenbeirates für die slowenische Volksgruppe beim Bundeskanzleramt und Bürgermeister von Rosegg
- Primus Koschat, Bauerndichter[1]